# Suwon Football Club
El Suwon FC (del coreano: 수원 FC) es un equipo de fútbol de Corea del Sur que juega en la K League 1, la liga de fútbol más importante del país.

## Historia
Fue fundado en el año 2003 en la ciudad de Suwon por el gobierno de la ciudad y se unieron a la Korea National League. Jugaron el esa liga hasta el año 2012 luego de que en diciembre de esa año aprobaron su ingreso a la K League Challenge, teniendo su año de debut en 2013.
La temporada de 2015 fue un hito para el club. Después de terminar la temporada regular en tercer lugar, Suwon FC avanzó a los playoffs de la K League Challenge, donde eliminaron a Seoul E-Land y Daegu FC. En los playoffs de ascenso-descenso, Suwon luego derrotó al equipo de la división superior, Busan IPark, con un marcador global de 3-0 y logró el ascenso a la K League Classic de 2016.

## Palmarés
- Korea National League (1): 2010
- Korea National League Championship (3): 2005, 2007, 2012
- Korean President's Cup (2): 2004, 2007
- Gyeonggido Sports Festival (8): 2003, 2004, 2005, 2006, 2007, 2008, 2011, 2012